# Episodi di Limbo (terza stagione)
La terza stagione della serie televisiva Limbo è stata trasmessa in anteprima in Danimarca da DR1 tra il 5 gennaio 2014 e il 5 febbraio 2014.
| nº | Titolo originale    | Titolo italiano | Prima TV Danimarca | Prima TV Italia |
| -- | ------------------- | --------------- | ------------------ | --------------- |
| 1  | Pagten              |                 | 5 gennaio 2014     |                 |
| 2  | Mission Tampon      |                 | 6 gennaio 2014     |                 |
| 3  | Borgen for Børn     |                 | 7 gennaio 2014     |                 |
| 4  | Mark vender tilbage |                 | 8 gennaio 2014     |                 |
| 5  | Næste step          |                 | 13 gennaio 2014    |                 |
| 6  | Festen              |                 | 14 gennaio 2014    |                 |
| 7  | Bruddet             |                 | 15 gennaio 2014    |                 |
| 8  | Forbrydelsen        |                 | 20 gennaio 2014    |                 |
| 9  | Facerape            |                 | 21 gennaio 2014    |                 |
| 10 | Helt høj            |                 | 22 gennaio 2014    |                 |
| 11 | Bøsse-Boye          |                 | 27 gennaio 2014    |                 |
| 12 | Victory             |                 | 28 gennaio 2014    |                 |
| 13 | Asks afsløring      |                 | 29 gennaio 2014    |                 |
| 14 | Overnatning         |                 | 3 febbraio 2014    |                 |
| 15 | Premieren           |                 | 4 febbraio 2014    |                 |
| 16 | De voksnes rækker   |                 | 5 febbraio 2014    |                 |